# Rihard Zupančič
za pevca glej Rihard Zupančič (pevec)
Rihard Zupančič (tudi Suppantschitsch), slovenski matematik, * 22. december 1878, Ljubljana, † 21. marec 1949, Judendorf pri Gradcu.
Skupaj s Plemljem je do konca druge svetovne vojne predaval matematiko za tehnike in matematike. Bil je drugi rektor Univerze v Ljubljani. Leta 1928 je prejel Red svetega Save. Maja 1945 je Zupančič odšel v Avstrijo, istega leta je bil izključen iz Slovenske akademije znanosti in umetnosti skupaj z nekaterimi drugimi člani.